# Алибей (остров)
Алибей (тур. Alibey Adası, Джунда, Cunda) — остров, принадлежащий Турции, в юго-западной части залива Эдремит Эгейского моря, напротив порта Айвалык (Кидоние или Кидония). Самый крупный в группе мелких островов Моско (Алибей). Глубоко вдающаяся с востока бухта Патриджа делит остров на две части, соединённых узким перешейком. Высочайшая точка в южной части — гора Алибей высотой 187 м над уровнем моря, в северной части — гора Актепе высотой 150 м над уровнем моря. На южном побережье острова находится одноимённый город. Остров образует как бы каменное преддверие бухты Айвалык с севера, превращая её в безопасную гавань. Проливы между островами узкие, что делает проход судов затруднительным и опасным. Город Айвалык и остров соединены мостом через остров Долап (Соган, Dolap, Soğan). Административно относится к району Айвалык в иле Балыкесир.
В древности был известен как Москониси (Москонис, греч. Μοσχονήσι ή Μοσχόνησος ή Μόσχος).
В ходе Первой Архипелагской экспедиции перед атакой Митилены на якорной стоянке у Москониси 24 октября 1771 года стал флагман Алексея Орлова. Вечером 25 октября сюда прибыл отряд контр-адмирала Самуила Грейга и Грейг представил Орлову снятые планы крепости и порта Митилены.
Когда вспыхнула греческая революция, греки с Псары совершили широкомасштабный набег на побережье Малой Азии в районе Лесбоса, пока османский флот под руководством Хюсрева находился на западной стороне Мореи, а египетский — не ближе Крита. В рейде участвовало 110—140 судов, в том числе 15 военных кораблей. Греки уничтожили город Чандарлы на побережье залива Чандарлы и разорили остров Москониси.
В ходе Первой мировой войны англичане заняли остров Москониси.